# 印尼鴿記航空836號班機空難
2010年4月13日，印尼鴿記航空836號班機（型号波音737-322；注册编号PK-MDE）从印度尼西亚国内索龙飞往马诺夸里，在降落时越过跑道界限，随后飞机解体成三部分。所有机上人员均幸存，唯有其中44名受伤。

## 事故
印度尼西亚当地时间上午11:00（协调世界时2:00），印尼鴿記航空国内836號班機从索龙多米尼克爱德华·奥索机场抵达马诺夸里任代尼机场，时逢当地蒙蒙细雨。飞机在降落的时候越过跑道界限，造成其上44名乘客受伤、其中10名严重受伤。机上载有的6名机组成员及103名乘客均幸免于难。飞机在越过长2004米（约6575英尺）的跑道尽头后撞向了几棵树，导致左旋翼脱落。机身最后在距跑道200米（约660英尺）远才停止滑行；机身尾部脱落后掉入任代尼机场35号跑道北部的小溪。此次事故发生前，主机长累计飞行时常多于16000小时，副机长多于22000小时。

## 型号
事故飞机型号为波音737-322；注册编号PK-MDE；序列号24600。事故飞机于1990年3月16号进行试飞，一开始隶属美国联合航空公司，随后于2009年11月12日被转让给印尼鴿記航空公司。此次事故导致飞机被注销，在这之前飞机累计飞机54700小时，完成了38450次飞行周期。2010年4月10日后，其辅助动力系统（APU）不再正常运作。

## 图集

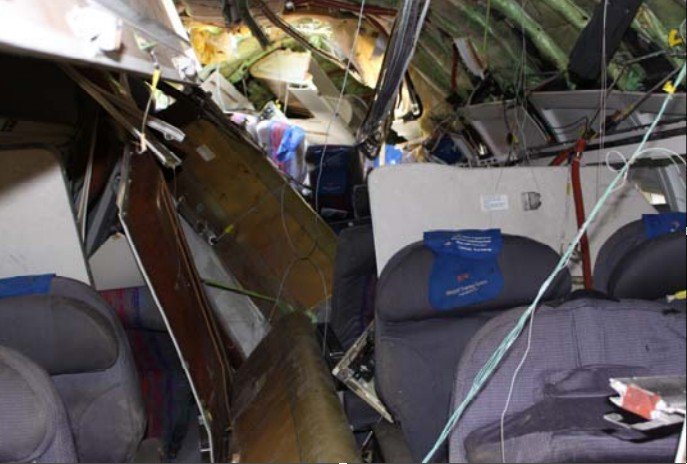
印尼鴿記航空836號班機受损情况